# Staurogyne setigera
Staurogyne setigera är en akantusväxtart som först beskrevs av Christian Gottfried Daniel Nees von Esenbeck, och fick sitt nu gällande namn av Carl Ernst Otto Kuntze. Staurogyne setigera ingår i släktet Staurogyne och familjen akantusväxter. Utöver nominatformen finns också underarten S. s. grandis.